# Frédéric Vinclère
 (juin 2022).
La mise en forme du texte ne suit pas les recommandations de Wikipédia : il faut le « wikifier ».
Les points d'amélioration suivants sont les cas les plus fréquents :
- Les titres sont pré-formatés par le logiciel. Ils ne sont ni en capitales, ni en gras.
- Le texte ne doit pas être écrit en capitales (les noms de famille non plus), ni en gras, ni en italique, ni en « petit »…
- Le gras n'est utilisé que pour surligner le titre de l'article dans l'introduction, une seule fois.
- L'italique est rarement utilisé : mots en langue étrangère, titres d'œuvres, noms de bateaux, etc.
- Les citations ne sont pas en italique mais en corps de texte normal. Elles sont entourées par des guillemets français : « et ».
- Les listes à puces sont à éviter, des paragraphes rédigés étant largement préférés. Les tableaux sont à réserver à la présentation de données structurées (résultats, etc.).
- Les appels de note de bas de page (petits chiffres en exposant, introduits par l'outil «  Source ») sont à placer entre la fin de phrase et le point final[comme ça].
- Les liens internes (vers d'autres articles de Wikipédia) sont à choisir avec parcimonie. Créez des liens vers des articles approfondissant le sujet. Les termes génériques sans rapport avec le sujet sont à éviter, ainsi que les répétitions de liens vers un même terme.
- Les liens externes sont à placer uniquement dans une section « Liens externes », à la fin de l'article. Ces liens sont à choisir avec parcimonie suivant les règles définies. Si un lien sert de source à l'article, son insertion dans le texte est à faire par les notes de bas de page.
- La présentation des références doit suivre les conventions bibliographiques. Il est recommandé d'utiliser les modèles {{Ouvrage}}, {{Chapitre}}, {{Article}}, {{Lien web}} et/ou {{Bibliographie}}. Le mode d'édition visuel peut mettre en forme automatiquement les références.
- Insérer une infobox (cadre d'informations à droite) n'est pas obligatoire pour parachever la mise en page.

Pour une aide détaillée, merci de consulter Aide:Wikification.
Si vous pensez que ces points ont été résolus, vous pouvez retirer ce bandeau et améliorer la mise en forme d'un autre article.
Frédéric Vinclère est un auteur français de littérature jeunesse né en Bretagne en 1982. Il écrit pour l'édition et la presse. 

## Biographie
Fils d'ouvriers, il naît à Vannes en 1982 et suit des études de Lettres à Rennes. Il devient ensuite libraire pendant 13 ans. C'est durant son apprentissage à l'UCO de Laval qu'il rencontre Soazig Le Bail, éditrice aux éditions Thierry Magnier qui l'invite à écrire pour la jeunesse. 
Il publie son premier roman en 2018. Fête sauvage est un roman sur les querelles familiales et la colère, ainsi qu'un clin d'oeil à l'album Max et les Maximonstres de Maurice Sendak, livre qui a bercé son enfance.
La même année, il remporte la première édition du concours Emergences, à l'initiative de la Charte des auteurs et illustrateurs jeunesse, qui permet la découverte de jeunes talents. Ecrivain du réel, il raconte des héros et des histoires qui "font société" selon l'éditrice et journaliste Nathalie Riché sur le blog de l'Express. 
Plusieurs fois primé, son roman épistolaire Juste un mot est considéré comme "une magnifique correspondance, intimiste et lumineuse". C'est une adaptation de sa nouvelle L'ogre, lauréate du concours Emergences avec 11 autres textes. Là encore, il y est question de querelles familiales, de la gestion de la colère et de la violence, ainsi que du harcèlement scolaire.
Ses autres romans comportent tous une trame en lien avec la structure familiale et les classes sociales. Dans Course-poursuite au Luna Park, son seul roman historique, il insiste notamment sur l'écart entre les riches et les pauvres en traitant du travail des enfants. Le personnage de Fantômouche est inspiré de Fantômas, série de romans parus à l'époque où se déroule l'intrigue. 
En coopération avec l'association Rue des Livres ou la Ligue de l'Enseignement 35, il a animé différents ateliers d'écriture auprès d'élèves allant du cycle 2 à la fin du collège,,.

## Œuvres

### Pour l'édition
- Un max de Max, éditions Le Calicot, 2023  (ISBN 9791097340186)
- A véli-vélo, collection En voiture, Simone, éditions Thierry Magnier, 2023  (ISBN 9791035206178)
- Course-poursuite au Luna Park, collection En voiture, Simone, éditions Thierry Magnier, 2021  (ISBN 9791035204518)
- Les Écorchés, éditions Le Calicot, 2020  (ISBN 9791097340094)
- Juste un mot, éditions Auzou, 2020  (ISBN 9782733881446)
- Nos bombes sont douces, éditions Le Calicot, 2019  (ISBN 9791097340063)
- L'Ogre, nouvelle hors-commerce in Emergences, recueil édité par la Charte des auteurs et illustrateurs jeunesse et traduit en anglais sous le titre Rising Stars ! par Vineet Lal, 2018
- Fête sauvage, collection Petite Poche, éditions Thierry Magnier, 2018  (ISBN 9791035201876)

### Pour la presse
- Pagaille à la boutique, revue J'aime Lire, Bayard Presse, 2023.
- Une nuit au sommet, revue J'aime Lire Max, Bayard Presse, 2022.
- La Plage noire, revue J'aime Lire Max, Bayard presse, 2021.
- Mon ami de la nuit, revue Pomme d'Api, Bayard Presse, 2019.
- On a recyclé le chien, revue Pop-Corn, Gallimard Jeunesse, 2019.

### Sélections et prix littéraires
2020
- Sélection dans le prix des Dévoreurs de livres du département de l'Eure pour Nos bombes sont douces. (Prix non attribué du fait de la pandémie de Covid-19)

2021
- Lauréat du prix de la Voix des blogs pour Juste un mot[9]
- Sélection dans le prix Danielle Grondein pour Juste un mot.

2022
- Lauréat du prix Kilalu remis par 6 classes d'Ivry-sur-Seine (Val de Marne) pour Juste un mot[10]
- Sélection dans le prix Gayant Lecture à Douai (Nord) pour Juste un mot.
- Sélection dans le prix Roman Jeune à Laval (Mayenne) pour Course-poursuite au Luna Park[11]
- Sélection dans le prix Tatoulu, catégorie Noire, à Sarrant (Gers) pour Les écorchés[12]